# Río San Pedro de Atacama
El río San Pedro de Atacama o simplemente Atacama, como se llamaba antiguamente,: 171  es un curso de agua que fluye en el Salar de Atacama, en la Región de Antofagasta.

## Trayecto
Nace de la confluencia de los ríos Grande —que viene del noreste— y Salado o Chuschul —que cae desde el noroeste—, y que se juntan a unos 12 km aguas arriba del poblado de San Pedro de Atacama, cerca de la localidad de Cuchabrache, aguas arriba.
A partir de Cuchabrache, el San Pedro se dirige directamente al sur por 12 km hasta el pueblo de San Pedro de Atacama. En este lugar se dispersa en una especie de delta para sumirse prácticamente en sus propios sedimentos.
En esta trayectoria riega las comunidades de Cuchabrache, Catarpe, Tambillo, Guachar, Bellavista, Aguilar, Suchor y Quitar.: 173 

## Caudal y régimen
El caudal de río San Pedro, al igual que el del río Vilama que corre a la par con el San Pedro, solo unos kilómetros más al este, tienen un régimen pluvial, producto de lluvias estivales y en menor medida de lluvias invernales. En años húmedos los mayores caudales ocurren en verano, entre enero y febrero, y en invierno, entre julio y agosto. En años secos los mayores caudales ocurren entre junio y julio.: 33–34 

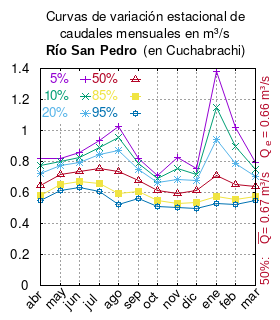
Curva de variación estacional del río San Pedro de Atacama en Cuchabrachi.

El caudal del río (en un lugar fijo) varía en el tiempo, por lo que existen varias formas de representarlo. Una de ellas son las curvas de variación estacional que, tras largos periodos de mediciones, predicen estadísticamente el caudal mínimo que lleva el río con una probabilidad dada, llamada probabilidad de excedencia. La curva de color rojo ocre (con {\displaystyle {\color {Red}\vartriangle }}) muestra los caudales mensuales con probabilidad de excedencia de un 50%. Esto quiere decir que ese mes se han medido igual cantidad de caudales mayores que caudales menores a esa cantidad. Eso es la mediana (estadística), que se denota Qe, de la serie de caudales de ese mes. La media (estadística) es el promedio matemático de los caudales de ese mes y se denota {\displaystyle {\overline {Q}}}. 
Una vez calculados para cada mes, ambos valores son calculados para todo el año y pueden ser leídos en la columna vertical al lado derecho del diagrama. El significado de la probabilidad de excedencia del 5% es que, estadísticamente, el caudal es mayor solo una vez cada 20 años, el de 10% una vez cada 10 años, el de 20% una vez cada 5 años, el de 85% quince veces cada 16 años y la de 95% diecisiete veces cada 18 años. Dicho de otra forma, el 5% es el caudal de años extremadamente lluviosos, el 95% es el caudal de años extremadamente secos. De la estación de las crecidas puede deducirse si el caudal depende de las lluvias (mayo-julio) o del derretimiento de las nieves (septiembre-enero).

## Historia
Francisco Solano Asta-Buruaga y Cienfuegos escribió en 1899 en su obra póstuma Diccionario Geográfico de la República de Chile sobre el río:
Atacama (Río de).-—Corriente de agua de corto caudal y curso, que baña el pueblo de San Pedro de su título. Se forma de la confluencia de los riachuelos Machuca y Putama, que se verifica poco antes del caserío de San Bartolo. Pasa por éste, cuyo nombre por aquí toma, y luego se dirige hacia el S. con el propio y va á perderse en el extremo norte de la cuenca salina ó lago de Atacama al cabo de 18 kilómetros desde que pasa por aquel pueblo. 